# Тревилле
Тревилле (итал. Treville) — коммуна в Италии, располагается в регионе Пьемонт, в провинции Алессандрия.
Население составляет 259 человек (2008 г.), плотность населения составляет 55 чел./км². Занимает площадь 5 км². Почтовый индекс — 15030. Телефонный код — 0142.
Покровителем коммуны почитается святитель Амвросий Медиоланский, празднование 7 декабря.

## Демография
Динамика населения:

## Администрация коммуны
- Официальный сайт: http://www.comune.treville.al.it/